# Numb (Marshmello en Khalid)
Numb is een nummer van de Amerikaanse dj Marshmello en de eveneens Amerikaanse zanger Khalid uit 2022.
Het was de tweede keer dat Marshmello en Khalid samenwerkten, na Silence uit 2017. In tegenstelling tot de voorgnager, kent "Numb" een vrolijker geluid dat meer tegen de deephouse aanligt. Khalid zingt over een meisje op wie hij verliefd is, terwijl hij en zijn geliefde het leven in ten volle leven met dansen, dronken worden, en feesten tot in de kleine uurtjes. Het nummer werd een bescheiden hit in Amerika met een 40e positie in de Billboard Hot 100. Ook in het Nederlandse taalgebied werd de plaat een klein hitje; met een 27e positie in de Nederlandse Top 40, en een 18e positie in de Vlaamse Ultratop 50.

## Tracklijst
- Muziekdownload

1. "Numb" - 2:35